# 方治 (嘉靖進士)
方治（1521年—？），字進卿，湖廣黃州府麻城縣人，民籍，明朝政治人物。

## 生平
湖廣鄉試第二十三名舉人。嘉靖二十年（1541年）中式辛丑科會試第九名，登第二甲第三十七名進士。

## 家族
曾祖方天鐸；祖父方緒；父方本洪。嫡母俞氏；生母張氏。具庆下。